# Murgon
Murgon is een plaats in de Australische deelstaat Queensland en telt 2143 inwoners (2006).

## Natuur
In twee geïsoleerde stukken bos nabij de plaats komt endemisch de hagedissensoort Nangura spinosa voor.

## Fossielen
Vlak bij Murgon bevindt zich een Lagerstätte, een vindplaats van fossielen: de Murgon Fossil Site. Er werden met name veel fossielen uit het eoceen aangetroffen.